# Nanoplasty
Nanoplasty jsou částečky plastů menší než jeden mikrometr. Větší částečky se označují jako mikroplasty. V počtu částic převyšují nanoplasty koncentrace mikroplastů.

## Znečištění
Nanoplasty se šíří vzduchem a vodou, nalezeny byly i na zemských pólech. Z půdy a vody se dostávají do rostlin i lidí, jsou obsaženy i v balené pitné vodě. Jejich toxicitu zvyšuje schopnost vázat těžké kovy.